# Jonathan Flumée
Timo Jonathan Flumé Paasitie, född 27 juli 1984 i Stockholm, är en svensk före detta barnskådespelare. 

## Filmografi
- 1996 – Lilla Jönssonligan och cornflakeskuppen
- 1997 – Lilla Jönssonligan på styva linan
- 1998 – Zingo